# Georgij Ėrichovič Langemak
Georgij Ėrichovič Langemak (in russo Георгий Эрихович Лангемак?; Starobel'sk, 8 luglio 1898 – Mosca, 11 gennaio 1938) è stato un ingegnere sovietico e pioniere dei razzi.

## Biografia
Dal 1928 lavorò con altri scienziati sovietici per lo sviluppo di proiettili a razzo per uso militare. Insieme a Sergej Pavlovič Korolëv progettò un modello di razzo che sviluppò insieme ad altri scienziati; tale arma venne poi usata nei lanciarazzi Katjuša durante la seconda guerra mondiale.
Nel 1938 durante le purghe staliniane fu arrestato, condannato a morte e giustiziato.